# I Want Out
"I Want Out" je skladba německé powermetalové skupiny Helloween z jejich alba Keeper of the Seven Keys, Pt. 2. Skladba byla v říjnu 1988 vydána jako singl.
Napsal ji Kai Hansen, který v rozhovoru řekl, že jde o narážku ohledně toho, že chce skupinu opravdu opustit. Hudebně je skladba rozpoznatelná svým úvodem a vysoce posazeným hlasem Michaela Kiskeho v refrénu. Je také ovlivněna punkem (především rebelský text), na rozdíl od ostatních skladeb skupiny Helloween.
Je také jednou z nejznámějších skladeb skupiny Helloween a je často hrána na jejich koncertech. Dále také na koncertech skupiny Gamma Ray Kai Hansena a skupiny Unisonic, kde hrají společně Hansen i Kiske. Mezi interprety, kteří vytvořili coververze této skladby patří HammerFall, Sonata Arctica, Avalanch a Skylark.

## Seznam skladeb
| Pořadí | Název               | Délka |
| ------ | ------------------- | ----- |
| 1.     | I Want Out          | 4:39  |
| 2.     | Save Us             | 5:12  |
| 3.     | Don’t Run for Cover | 4:45  |

## Sestava
- Michael Kiske – hlavní vokály
- Kai Hansen – sólová a rytmická kytara, doprovodný zpěv
- Michael Weikath – sólová a rytmická kytara, doprovodný zpěv
- Markus Grosskopf – basová kytara
- Ingo Schwichtenberg – bicí

## Pozice v žebříčcích
| Žebříček (1988)                       | Vrcholové pozice |
| ------------------------------------- | ---------------- |
| Švýcarsko (Schweizer Hitparade)       | 27               |
| Spojené království (UK Singles Chart) | 69               |